# تودور بيتروفيتش
تودور بيتروفيتش هو لاعب كرة قدم صربي في مركز الوسط، ولد في 18 أغسطس 1994 في Glamoč ‏ في البوسنة والهرسك. لعب مع نادي خيريث.

## وصلات خارجية
- تودور بيتروفيتش على موقع اتحاد أوكرانيا (الإنجليزية)
- تودور بيتروفيتش على موقع قاعدة بيانات كرة القدم.إي يو (الإنجليزية)
- تودور بيتروفيتش على موقع Soccerway.com (الإنجليزية)
- تودور بيتروفيتش على موقع عالم كرة القدم.نت (الإنجليزية)